# نودهک (نکا)
نودهک یک روستا در ایران است که در بخش مرکزی شهرستان نکا در استان مازندران واقع شده‌است.

## جمعیت
این روستا در دهستان قره‌طغان قرار دارد و براساس سرشماری مرکز آمار ایران در سال ۱۳۸۵، جمعیت آن ۱٬۸۳۵ نفر (۴۴۰ خانوار) بوده‌است.